# Warsaw Open 1996
Il Warsaw Open 1996 è stato un torneo di tennis che si è giocato sulla terra rossa. 
Il torneo faceva parte del circuito Tier III nell'ambito del WTA Tour 1996. 
Si è giocato al Legia Tennis Centre di Varsavia in Polonia, dal 16 al 22 settembre 1996.

## Campionesse

### Singolare
Henrieta Nagyová ha battuto in finale  Barbara Paulus con il punteggio di 3–6, 6–2, 6–1

### Doppio
Olga Lugina /  Elena Pampoulova hanno battuto in finale  Alexandra Fusai /  Laura Garrone con il punteggio di 1–6, 6–4, 7–5